# Hugo Bock (Verleger)
Hugo Bock (* 25. Juli 1848 in Berlin; † 12. März 1932 ebenda) war ein deutscher Musikverleger.

## Leben

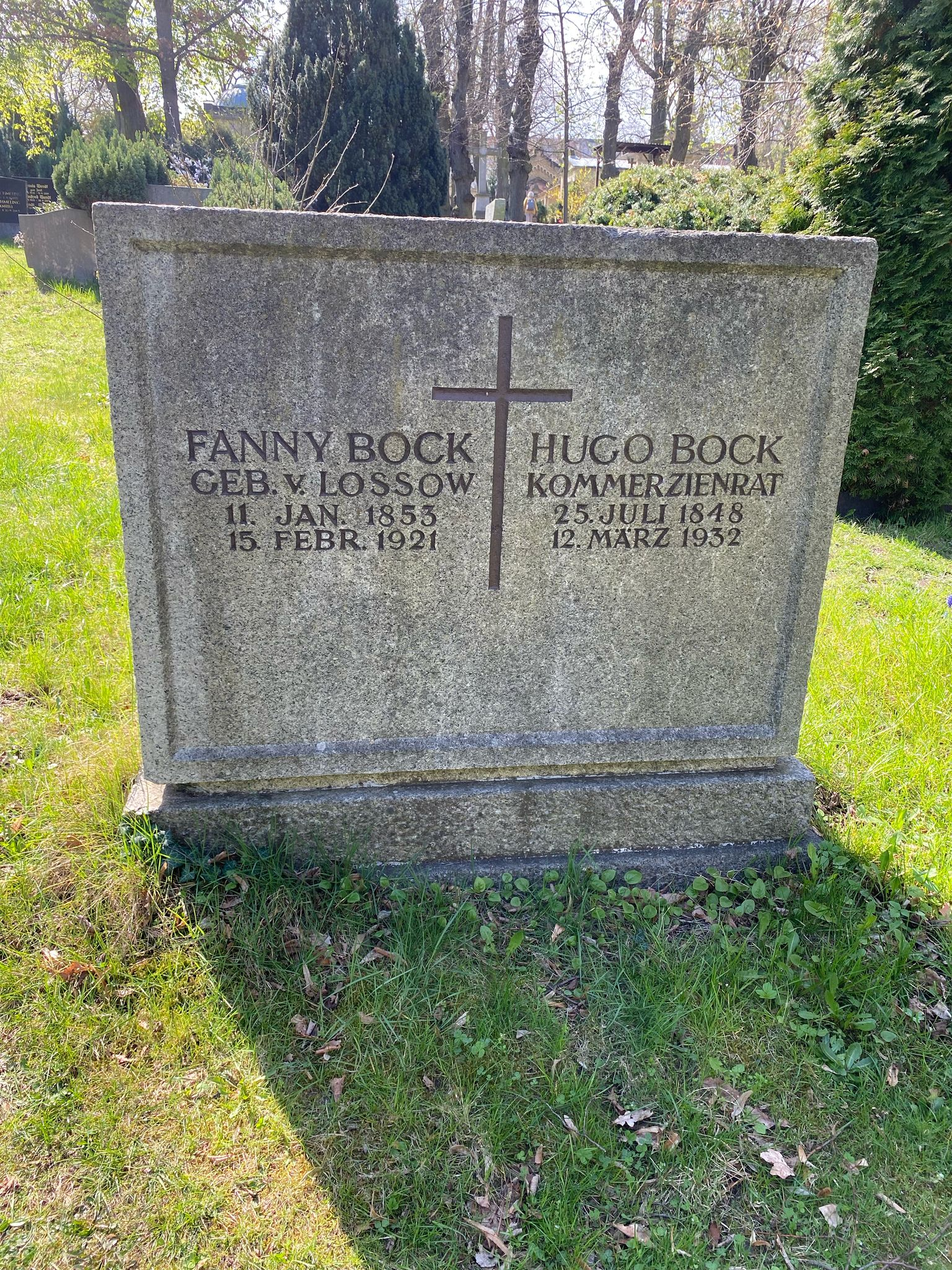
Grabstätte auf dem Alten St.-Matthäus-Kirchhof

Hugo Bock trat 1863 in die Firma Bote & Bock ein, die von seinem Vater Gustav Bock gegründet worden war. Ab 1868 unterstützte er als Juniorchef seinen Onkel Emil Bock, der zu dieser Zeit das Unternehmen führte. Während dieser Zeit war er eine wichtige Person im Berliner Musikleben. Persönliche Bindungen hatte er u. a. zu Anton Rubinstein, Franz Liszt, Peter Tschaikowsky und Max Reger. Bock gehörte zu den aktivsten Förderern eines verbesserten Urheberrechts und Mitbegründer der GEMA. 1874 heiratete Gustav Bock Hugo Fanny v. Lossow. Das Paar hatte sechs Kinder, darunter die beiden Söhne Gustav und Anton Bock. 1899 galt er als Hof-Musikalienhändler und bekam vom preußischen König Wilhelm II. den Ehrentitel Kommerzienrat verliehen.
Seine heute verwaiste Grabstätte befindet sich auf dem Alten St.-Matthäus-Kirchhof.